# Znamiensk (stacja kolejowa)
Znamiensk (ros. Знаменск) – stacja kolejowa w miejscowości Znamiensk, w rejonie gwardiejskim, w obwodzie królewieckim, w Rosji. Położona jest na linii Czernyszewskoje – Królewiec.

## Historia
Stacja powstała na Pruskiej Kolei Wschodniej (odcinek Królewiec – Ejtkuny), w okresie przynależności tych terenów do Niemiec. Nosiła wówczas nazwę Wehlau.